# Paul Mélis
Pour les articles homonymes, voir Melis.
Paul Mélis, né le 21 février 1921 à Rosendaël et mort le 12 août 1982 à Saint-Mandé, est un militaire et résistant français, Compagnon de la Libération. Jeune étudiant rallié à la France libre en 1940, il participe aux combats en Afrique et en France et est plusieurs fois blessé, prisonnier et évadé.

## Biographie

### Jeunesse et engagement
Paul Mélis naît d'un père industriel le 21 février 1921 à Rosendaël, commune alors indépendante qui deviendra plus tard un quartier de Dunkerque. Il fait ses études à Lille.

### Seconde Guerre mondiale
Pendant la bataille de France, fuyant l'avancée des troupes allemandes, il se réfugie à Saint-Jean-de-Luz où, le 21 juin 1940, il embarque à bord du MS Batory qui évacue des troupes polonaises vers la Grande-Bretagne. Parvenu en Angleterre, il rejoint Londres et, le 1er juillet 1940, s'engage dans les forces françaises libres. Affecté à la 1re compagnie autonome de chars de combat où il suit son instruction de soldat, il est muté en décembre 1940 au groupe franc de la 13e demi-brigade de Légion étrangère avec lequel il prend part à la campagne d'Érythrée puis à la campagne de Syrie.
Transféré à la 101e compagnie auto du capitaine Dulau, il prend part à la guerre du désert au cours de laquelle il combat à la bataille de Bir Hakeim. Il est muté le 30 juin 1942 à la 1re compagnie d'infanterie de l'air et, toujours dans le cadre de la guerre du désert, accompli des missions de commando en Tripolitaine avant de participer à la campagne de Tunisie. Le 28 janvier 1943, lors d'un combat à Ceneb, il est fait prisonnier par l'armée italienne et, le lendemain, il est blessé par un éclat de grenade lors d'une tentative d'évasion. D'abord hospitalisé à Sfax, il est ensuite transféré à Salerne. Après quatre mois d'hospitalisation, il est interné dans un camp de prisonnier à Sulmona. Il parvient à s'en évader à la fin de l'année 1943 et à rejoindre les troupes alliées qui ont entretemps débarqué en Italie.
Transféré à Alger puis à Londres en février 1944, il est affecté aux missions militaires de liaison administrative. Attaché à la 35e division d'infanterie américaine (35e DI) en tant qu'officier de liaison, il débarque en Normandie en juillet 1944. Le 1er suivant, alors qu'il se trouve en avant des troupes de la 35e DI pour faire évacuer les civils du village de Torigni-sur-Vire, il est grièvement blessé par des éclats d'obus et doit être amputé de la jambe droite à l'hôpital de Bayeux. Après de longs mois d'hospitalisation à l'hôpital de Lille, il est démobilisé en janvier 1946.

### Après-Guerre
De retour à la vie civile, Paul Mélis reprend ses études de droit à la faculté de droit de Paris. Membre du comité français de la jeunesse démocratique et du Mouvement de la paix, il meurt le 12 août 1982 à Saint-Mandé, dans le Val-de-Marne et est inhumé à Dunkerque.

## Décorations
|  |  |  |  |  |  |
|  |  |  |  |  |  |
|  |  |  |  |  |  |
|  |  |  |  |  |  |

| Chevalier de la Légion d'honneur                                     | Chevalier de la Légion d'honneur                              | Chevalier de la Légion d'honneur                              | Compagnon de la Libération Par décret du 7 juillet 1945 | Compagnon de la Libération Par décret du 7 juillet 1945 | Compagnon de la Libération Par décret du 7 juillet 1945 | Médaille militaire                                                    | Médaille militaire                                                    | Médaille militaire                                                    |
| Croix de guerre 1939-1945                                            | Croix de guerre 1939-1945                                     | Croix de guerre 1939-1945                                     | Médaille des blessés de guerre                          | Médaille des blessés de guerre                          | Médaille des blessés de guerre                          | Médaille des évadés                                                   | Médaille des évadés                                                   | Médaille des évadés                                                   |
| Croix du combattant volontaire Avec agrafe "Guerre 1939-1945"        | Croix du combattant volontaire Avec agrafe "Guerre 1939-1945" | Croix du combattant volontaire Avec agrafe "Guerre 1939-1945" | Croix du combattant                                     | Croix du combattant                                     | Croix du combattant                                     | Médaille coloniale Avec agrafes "Érythrée", "Bir-Hakeim" et "Tunisie" | Médaille coloniale Avec agrafes "Érythrée", "Bir-Hakeim" et "Tunisie" | Médaille coloniale Avec agrafes "Érythrée", "Bir-Hakeim" et "Tunisie" |
| Médaille commémorative des services volontaires dans la France libre |                                                               |                                                               |                                                         |                                                         |                                                         |                                                                       |                                                                       |                                                                       |